# Église Sainte-Marie de Muskegon
Pour les articles homonymes, voir Église Sainte-Marie.
L'église Sainte-Marie-de-l'Immaculée-Conception, ou simplement église Sainte-Marie (anglais : St. Mary's Church), est un édifice religieux catholique situé à Muskegon, aux États-Unis.

## Histoire
En 1833, le prêtre Fredric Baraga baptise 21 personnes dans un petit édifice faisant face du lac Muskegon et l'année suivante une église dédiée à saint Joseph est fondée par des autochtones. Avec l'augmentation de la population, une nouvelle église est établie, ses fondations étant complétées le 2 juin 1889.